# Стагфляція
Стагфляція — кризовий стан економіки, при якому стагнація у виробництві відбувається одночасно з інфляцією.
В значних масштабах проявилася в 1970-х рр., охопивши слідом за США велику частину розвинутих держав. З кінця 1980-х рр. з'явилася в колишньому СРСР і у всіх колишніх соціалістичних країнах. В обох випадках стагфляція була викликана «штучно» порушенням внутрішньоекономічних закономірностей, що приводять до поєднання таких логічно несумісних явищ як інфляція і стагнація. Незважаючи на подібність загальноекономічних характеристик зі стагфляцією 1970-х і 1980-х рр. вони принципово відрізняються причинами, характером протікання, програмами і механізмами подолання, а також заходам економіко-правового впливу. Стагфляція 1970-х рр. була викликана вольовим рішенням групи основних нафтопереробних країн — членів «нафтового картелю» про різке (приблизно в 10 разів) збільшення цін на енергоносії. Раптове підвищення цін в основних країнах-імпортерах викликало енергетичну кризу. Стагфляція кінця 1980-х рр. у колишньому СРСР і інших колишніх країнах соціалістичного табору була обумовлена довголітнім вольовим втручанням держави в економіку.